# Masque gabonais
Pour les articles homonymes, voir Masque (homonymie).
Les masques traditionnels ont toujours tenu une place importante au sein des cultures gabonaises. Chaque ethnie a les siens, dédiés à des cérémonies variées mais toutes importantes dans le rythme de vie de ces populations,,,.

## Différents masques gabonais
- Masque Azoku
- Masque Bodi
- Masque Ekekek
- Masque Emboli
- Masque Imbimba
- Masque Mbawe
- Masque Mowei
- Masque Mukudji
- Masque Mvudi
- Masque Ndimina
- Masque Ngil
- Masque Ngondo
- Masque Ngontang
- Masque Nzambe-Kana
- Masque Osso
- Masque Okuyi